# Associação Internacional de Lusitanistas
A Associação Internacional de Lusitanistas (AIL) é uma associação académica internacional sediada em Coimbra e fundada em 1984 pelo Prof. Doutor R. A. Lawton, em Poitiers, França.

## História
Fundada em Poitiers em 1984 pelo lusitanista Prof. Doutor R. A. Lawton (Universidade de Poitiers), a Associação Internacional de Lusitanistas (AIL) tem por objeto, segundo os seus Estatutos (artigo 2º), fomentar os estudos de língua, literatura e cultura dos países de língua portuguesa, organizar congressos e publicar as atas, preparar e publicar a revista Veredas, colaborar com instituições nacionais e internacionais.
Na atualidade, a AIL conta com numerosos associados, distribuídos por mais de 30 países dos diferentes continentes.

## Organização
A AIL está sediada na Universidade de Coimbra, em Coimbra, Portugal.
Podem ser membros da Associação “docentes universitários, pesquisadores e estudiosos aceites pelo Conselho Diretivo e cuja admissão seja ratificada pela Assembleia Geral”.
A AIL tem, tal e como está definido nos seus Estatutos e no Regulamento Interno, três órgãos sociais: -a Assembleia Geral, -o Conselho Diretivo e -Conselho Fiscal. O período de mandato destes órgãos é de três anos, fazendo coincidir o final do mesmo com a celebração do congresso trianual, cujo lugar decide a própria Assembleia (artigo 7.º).
O presidente atual é Prof. Doutor Roberto Vecchi (Universidade de Bolonha), sendo os presidentes honorários Helder Macedo e Cleonice Berardinelli (a partir do VII Congresso de Providence, Rhode Island, Estados Unidos, em 2002).
A Associação Internacional de Lusitanistas é dirigida por um Conselho Diretivo (eleito pela Assembleia Geral) composto por uma Presidência, duas Vice-Presidências, uma Secretaria Geral/Tesouraria, uma Presidência do Conselho Assessor e nove Vogais, com a seguinte distribuição: uma Presidência da Comissão Científica, uma Presidência da Comissão Editorial, cinco integrantes do Conselho Assessor, uma pessoa coordenadora do próximo congresso e uma pessoa Responsável de Comunicação. O Conselho Fiscal consta de três pessoas.

### Conselho Diretivo (2017-2020)
- Presidência: Roberto Vecchi (Universidade de Bolonha)
- Presidências Honorárias: Cleonice Berardinelli (UFRJ e PUCRJ); Helder Macedo (King's College London)
- Vice-Presidência: Claudia Pazos-Alonso (Universidade de Oxford)
- Secretaria Geral / Tesouraria: Vincenzo Russo (Universidade de Milão)
- Coordenação da Comissão Científica: Regina Delcastagnè (Universidade de Brasília)
- Coordenação da Comissão Editorial e Responsável pela Área de Comunicação: Cândido de Oliveira Martins (Universidade Católica Braga)
- Presidência do Conselho Assessor: Carlos Ascenso André (Universidade de Coimbra)
- Conselho Assessor: Ettore Finazzi-Agrò (Universidade de Roma "La Sapienza", organizador do 13º Congresso), Paulo de Medeiros (University of Warwick), Nicola Gavioli (Florida International University) , Cristina Robalo Cordeiro (Universidade de Coimbra), Valeria Tocco (Università di Pisa), Joaquim Coelho Ramos (IPOR), Francisco Noa (Unversidade Lúrio – Moçambique),  Benjamin Abdala Junior (Universidade de São Paulo), Isabel Paço Lopes (Instituto Politécnico de Macau).
- Conselho Fiscal: Carmen Villarino Pardo (Univ. de Santiago de Compostela), Helena Rebelo (Universidade da Madeira), Isabel Pires de Lima (Universidade do Porto).

## Atividades
A AIL realiza um congresso a cada três anos, edita os resultados dos congressos na forma de Atas ou Livros temáticos, publica a revista Veredas e promove colóquios não coincidentes com os congressos trienais.
As atividades da Associação Internacional de Lusitanistas têm o apoio regular do Camões, I.P. e da Fundação Calouste Gulbenkian.

### Congressos
Entre o primeiro de Poitiers, em 1984, e o próximo em Macau (XII Congresso, 2017), a AIL manteve um calendário congressual com pontualidade e tem viajado de Leeds em 1987, a Coimbra (1990), a Hamburgo (1993), a Oxford (1996), ao Rio de Janeiro (1999), a Brown (2002), a Santiago de Compostela (2005), à Madeira (2008), a Faro (2011) e ao Mindelo em 2014.
- 1.º, Poitiers, França (24 a 28 de junho de 1984), organizado pela Universidade de Poitiers;
- 2.º, Leeds, Reino Unido (09 a 15 de julho de 1987), organizado pela Universidade de Leeds;
- 3.º, Coimbra, Portugal (18 a 22 de junho de 1990), organizado pela Universidade de Coimbra;
- 4.º, Hamburgo, Alemanha (6 a 11 de setembro de 1993), organizado pela Universidade de Hamburgo;
- 5.º, Oxford, Reino Unido (1 a 8 de setembro de 1996), organizado pela Universidade de Oxford;
- 6.º, Rio de Janeiro, Brasil (8 a 13 de agosto de 1999), organizado pela Universidade Federal do Rio de Janeiro e a Universidade Federal Fluminense;
- 7.º, Providence, Rhode Island, Estados Unidos (1 a 7 de julho de 2002), organizado pela Universidade de Brown;
- 8.º, Santiago de Compostela, Galiza (18 a 23 de julho de 2005), organizado pela Universidade de Santiago de Compostela;
- 9.º, Funchal, Madeira, Portugal (4 a 9 de agosto de 2008) organizado pela Universidade da Madeira;
- 10.º, Faro, Portugal, (18 a 23 de julho de 2011), organizado pela Universidade do Algarve;
- 11.º, Mindelo, Cabo Verde (21 a 25 de julho de 2014), organizado pela Universidade de Cabo Verde;
- 12.º, Macau, Região Administrativa Especial de Macau (RAEM) (23 a 29 de julho de 2017), organizado pelo Instituto Politécnico de Macau.
- 13º, Roma, Itália, (26-30 de julho de 2021), organizado pela Universidade de Roma "La Sapienza".

### Colóquios
- I Colóquio de Budapeste, Hungria (7 e 8 de novembro de 2012): «1580-1834: Novos trilhos de pesquisa. Barroco, Ilustração e Romantismo e a sua irradiação na atualidade»; organizado pela Associação Internacional de Lusitanistas e o Departamento de Português da Faculdade de Letras da Universidade Eötvös Loránd (ELTE).
- Colóquio Internacional «O Renascimento Português – Desafios e Novas Linhas de Investigação / The Portuguese Renaissance – Challenges and New Directions in Early-Modern Research», St Peter’s College, Oxford (27 e 29 de junho de 2013); organizado pela Associação Internacional de Lusitanistas, o King's College e o St. Peter's College da Universidade de Oxford.
- II Colóquio de Budapeste, Hungria (11 e 12 de novembro de 2013): «África século XXI: Literatura, Cultura e Sociedade nos Países Africanos de Língua Portuguesa»; organizado pela Associação Internacional de Lusitanistas e o Departamento de Português da Faculdade de Letras Universidade Eötvös Loránd (ELTE).
- III Colóquio de Budapeste, Hungria (12 e 13 de outubro de 2015): «O Brasil perante os desafios do século XXI: literatura, cultura, sociedade»; organizado pela Associação Internacional de Lusitanistas e o Centro de Estudos Brasileiros da Universidade Eötvös Loránd (ELTE).

### Publicações

#### Veredas. Revista da Associação Internacional de Lusitanistas
Veredas. Revista da Associação Internacional de Lusitanistas (ISSN 0874-5102 (impresso), ISSN 2183-816X (edição em linha)) tem uma periodicidade semestral. O primeiro volume foi lançado em dezembro de 1998, graças a um Protocolo estabelecido com a Fundação Engº António de Almeida, no Porto (Portugal).
Depois de uma fase em que os números monográficos cobraram especial relevância, desde o número 12 tem adotado o sistema de avaliação por pares para a aceitação de trabalhos e, de ser publicada em papel, tem passado a ter edição exclusivamente digital através do site da AIL.

### Bolsas da AIL
A AIL convoca anualmente (2010, 2012, 2013, 2014 e 2016) duas bolsas, uma delas em parceria com a Universidade de Coimbra (UC), para realizar estadias de investigação, no âmbito da Língua Portuguesa ou das Literatura e Culturas lusófonas.